# Долгих, Анатолий Гаврилович
Анатолий Гаврилович Долгих — вымышленный советский лётчик-ас времён Великой Отечественной войны, младший лейтенант, которому приписывалось уничтожение 36 вражеских самолётов. 

## Биография
Согласно кратким упоминаниям в литературе, Анатолий Долгих за годы войны сбил 36 вражеских самолетов, но не был удостоен звания Героя Советского Союза. Однако, в книгах, где Долгих упоминался в качестве реально существовавшего лётчика-аса не были приведены никакие детали его биографии: даты жизни, конкретное место службы, фотографии и т.д. 
В онлайн-базах данных «Подвиг народа» и «Память народа» содержатся упоминания, как минимум, двух офицеров по фамилии Долгих с инициалами А. Г. Один из них, Анатолий Гаврилович Долгих, 1920 года рождения, уроженец деревни Бобровка (ныне —  Верховский район Орловской области) к 1941 году служил на Балтийском флоте в качестве краснофлотца-призывника. В 1941 году был в числе добровольцев, прикомандированных от флота к сухопутным войскам, участвовал в обороне Ленинграда, был награждён двумя медалями — «За отвагу» и «За оборону Ленинграда», дослужился до чина младшего лейтенанта. Именно его дату и место рождения обычно используют как дату и место рождения вымышленного лётчика А. Г. Долгих. Так же обстоят дела и с наградами.
Кроме того, младший лейтенант Алексей Григорьевич Долгих (1921—1945), начальник погранзаставы, в конце 1945 года скончался в госпиатле в Китае через несколько месяцев после окончания Маньчжурской наступательной операции, и был похоронен в городе Шэньяне (ранее известном, как Мукден). В дальнейшем возникла легенда, что именно в Шэньяне был похоронен выдающийся советский лётчик А. Г. Долгих. 
Ссылки на упоминания А. Г. Долгих в мемуарных произведениях военного лётчика генерал-лейтенанта А. Л. Кожевникова, по всей вероятности, являются сфальсифицированными.
О деталях «карьеры» лётчика А.Г. Долгих в дальнейшем писали, что  в 1943 в воздушном бою с четырьмя истребителями люфтваффе два из них он сбил огнём пулемётов, а третий уничтожил тараном, после чего самостоятельно приземлился на парашюте.